# 合田陶器研究所
合田陶器研究所（ごうだとうきけんきゅうしょ）は、栃木県芳賀郡益子町にあった陶器に関する益子焼の研究所。
法人名は「有限会社 合田陶器研究所」。
画家であり陶画家であった合田好道を主宰とし、島岡龍太や石川雅一、大塚茂夫、そして和田安雄などの益子焼の陶芸家を育成し、現在栃木県益子町にある益子焼の窯元「道祖土和田窯」の前身となった組織である。

## 歴史
1980年（昭和55年）1月に韓国・「金海窯」の指導を辞して益子に戻ってきた、画家であり、益子町で陶画家として活動していた合田好道が主宰となり、濱田庄司からの「美しいものでも、大衆が買える安い値段でなければ民芸ではない」という言葉から、自らの信念となった「工芸の仕事とは生活必需品を作ること」を実現すべく、合田の才能を認めていた益子焼の陶芸家であり後に「人間国宝」となった島岡達三、同じく益子焼の陶芸家であり益子町の実業家でもあった成井藤夫、そして陶器販売店「陶庫」店主であった大塚央などの益子町の地元有志の援助協力を得て、同年大塚央を社長として「有限会社 合田陶器研究所」を設立。翌1981年（昭和56年）7月に合田を主宰として栃木県益子町道祖土に「合田陶器研究所」を創設した。
合田の弟子であり助手的存在でもあった、「金海窯」でも共に仕事をしていた和田安雄が、韓国に残してきた妻子を益子に呼ぶための資金調達のための1年間埼玉県の運送会社勤務を終え、研究所に合流。島岡達三の長男であり陶芸家の修行を積んでいた島岡龍太が入所し合田の薫陶を受け、また同じく益子焼の陶芸家となった石川雅一や大塚茂夫も勤務し合田の薫陶を受けた。
栃木県芳賀郡益子町道祖土（現在は益子町益子）に移築されていた「益子陶器伝習所」として使われていた建物を使用していた。
1990年（平成2年）、研究所が創業10年目を迎え、同年11月、益子の陶器ギャラリー「陶庫」で「合田陶器研究所 創業10周年記念作陶展」が開かれた。
合田は90歳を迎える頃には隠退生活に入り作陶から手を引き、研究所の所員は和田と、和田が韓国から迎えた妻である鄭敬淑の二人だけとなった。和田と鄭は、生涯独身であった合田を家族の一員のように支え、轆轤は和田が担当し、刷毛目掛けや掻落としの文様付けは妻の敬淑が担当し、主に和田夫妻が作陶活動を行っていた。そして当時の益子にあったレストラン「アカンサス」にて合田陶器研究所の器を用いた鴨料理が提供されていた。
2000年（平成12年）2月、合田が逝去した後
、2002年（平成14年）に研究所は解散した。
その後、合田好道の足跡を後世に残すべく、そして合田の一番の理解者であった和田安雄の名を後世に残すべく「和田窯」を開窯。2007年（平成19年）に陶器販売店「陶庫」の法人組織「有限会社 陶庫」との合併を行い「道祖土和田窯」を設立。「陶庫」の自社ブランド製品として、現在も作陶活動を続けている。

## 主な所員
- 石川雅一[12][13][11][24]：南窓窯
- 大塚茂夫[14][15][11][17]：道祖土大塚窯
- 島岡龍太[9][10][11][24]：龍太窯
- 鄭敬淑[3]：和田安雄の妻。主に刷毛目掛けや掻き落としなどの文様付けを担当した[3]。
- 和田安雄[20][18][11][17][24]：合田好道の弟子であり助手、そして最大の理解者[18]。後に窯を引き継ぎ「和田窯」を開窯[18]。現在の「道祖土和田窯」へと続いている[18]。